# Giuseppe Alpino
Giuseppe Alpino (Bussoleno, 29 dicembre 1909 – Roma, 8 maggio 1976) è stato un politico italiano.

## Biografia
Di professione fu funzionario di banca. Deputato nelle file del Partito Liberale Italiano a partire dal 1953, venne eletto consecutivamente dalla seconda alla sesta legislatura. Nella seconda legislatura la sua elezione venne annullata il 28 luglio del 1954, a vantaggio del primo dei non eletti, Antonio Cavalli. Ricoprì numerosi incarichi tra cui la Vicepresidenza della V commissione al Bilancio e alle partecipazioni statali nella III legislatura, nonché quello di sottosegretariato alle finanze nel governo Andreotti II. Scrisse anche un contributo per la bibliografia del parlamento: Perplessità e riserve sulla riforma dei bilanci. Morì nel 1976 mentre era in carica come deputato. Viene sostituito da Enrico Michele Demarchi.